# Liste de rémanents de supernova notables

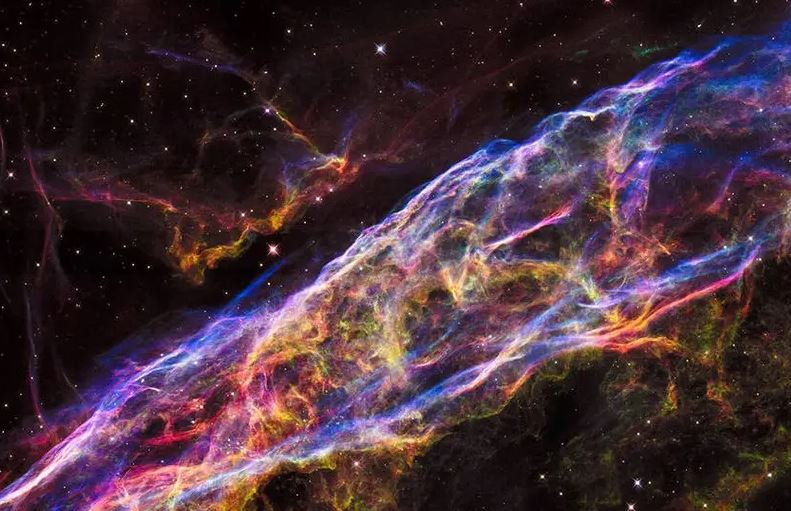
La nébuleuse du Voile, image obtenue par l'instrument Wide Field Camera 3 de Hubble et retravaillée à travers cinq filtres différents.

Cette page recense divers rémanents de supernova particulièrement étudiés par les astronomes et astrophysiciens.

## Galactiques
| Désignation     | Autres désignations          | Notes |
| --------------- | ---------------------------- | --- |
| SNR G000.0+0.0  | Sgr A Est                    | Situé à proximité du centre galactique et de son trou noir supermassif, Sgr A* |
| SNR G001.9+00.3 |                              | Plus jeune rémanent de supernova de notre Galaxie (140 ans) |
| SNR G004.5+06.8 | 3C 358                       | Rémanent de la supernova historique SN 1604 |
| SNR G011.2-00.3 |                              | Rémanent le plus plausible de la probable supernova historique SN 386 |
| SNR G029.7-00.3 | Kes 75                       | Contient un des pulsars au plus faible âge caractéristique (700 ans) |
| SNR G074.0-08.5 | Dentelles du Cygne           | Un des plus grands rémanents identifiés en termes de taille angulaire |
| SNR G111.7-02.1 | Cassiopeia A, 3C 461         | Rémanent de la dernière supernova galactique confirmée |
| SNR G120.1+01.4 | 3C 10                        | Rémanent de la supernova historique SN 1572 |
| SNR G130.7+03.1 | 3C 58                        | Possible rémanent de la supernova historique SN 1181 |
| SNR G160.9+02.6 | HB9                          | rémanent possible de la supernova ayant donné naissance au sursauteur gamma mou SGR J0501+4516                                                                                           |
| SNR G184.6-05.8 | M1, Nébuleuse du Crabe       | Rémanent de la supernova historique SN 1054 |
| SNR G189.1+03.0 | IC 443                       | |
| SNR G205.5+00.5 | Nébuleuse de la Licorne      | |
| SNR G260.4-03.4 | Puppis A                     | Situé dans la même région que Vela (XYZ) ci-dessous |
| SNR G266.2-01.2 | RX J0852.0-4622, Vela Junior | Rémanent très jeune (700 ans) et très proche (200 parsecs), dont la supernova n'a pourtant pas été observée                                                                              |
| SNR G263.9-03.3 | Vela (XYZ)                   | Rémanent de la supernova dont le pulsar de Vela est le résidu compact Initialement composé de trois régions (Vela X, Vela Y et Vela Z) non associées à un seul et même objet             |
| SNR G315.4-02.3 | RCW 86                       | Rémanent de la supernova historique SN 185 |
| SNR G327.6+14.6 |                              | Rémanent de la supernova historique SN 1006 |
| SNR G332.4-00.4 | RCW 103                      | Abrite une source de rayons X pulsante de très longue période (6,67 heures) |
| SNR G337.0–0.1  | Kesteven 39, CTB 33          | Rémanent abritant probablement le sursauteur gamma mou SGR 1627-41 |
| SNR G347.3-00.5 | RX J1713.7-3946              | Rémanent pouvant être associé à la supernova historique SN 393 ; premier objet astrophysique à avoir été cartographié dans le domaine des rayons gamma (par l'expérience HESS, en 2004). |

## Incertains ou extragalactiques
| Désignation   | Autres désignations | Notes |
| ------------- | ------------------- | --- |
| SN 1987A      |                     | Très jeune rémanent de la supernova SN 1987A (36 ans) du Grand Nuage de Magellan dont l'évolution à court terme est notable |
| LHA 120-N 49  | N49                 | Rémanent le plus lumineux du Grand Nuage de Magellan, hôte possible du sursauteur gamma mou SGR 0526-66                     |
| SH 2-276      | Boucle de Barnard   | Rémanent très ancien, vu comme étant une région HII                                                                         |
| SNR 0509-67.5 |                     | Premier rémanent à avoir été daté par la méthode de l'analyse de l'écho lumineux                                            |